# Giancarlo Moro
Giancarlo da Silva Moro (Turvo, 18 de outubro de 1982) é um ex-futebolista brasileiro que atuava como atacante.

## Carreira
Nascido em Turvo (Santa Catarina), Giancarlo jogou por America, Londrina, Iraty, Novo Hamburgo, Juventude, onde foi o artilheiro do estado do Rio Grande do Sul em 2006, Portuguesa e Joinville.
Em 2007, saiu do Brasil e foi para o Uruguai atuar no Nacional, onde foi campeão do Campeonato Uruguaio. Voltou para o Brasil em 2008, para atua no Náutico. Sai do país para jogar pelo Estrela da Amadora de Portugal. De Portugal, Giancarlo foi para a Itália jogar pelo Nocerina. Depois, voltou ao país e atuou por Glória, Chapecoense, Atlético de Ibirama e Novo Hamburgo antes de acertar com o El-Ittihad El-Iskandary do Egito.
Fechou em 2010 com o Cianorte, onde ficou até 2011, quando acertou com o Paraná. Foi em 2012 para o Bragantino, onde se destacou e acabou acertando com a Ponte Preta. 
Acertou como o Criciúma em 2013. No início de 2014 voltou ao Paraná clube para disputa do Campeonato Paranaense e Serie B do Campeonato brasileiro. 
Em 2016, Giancarlo assinou contrato com o Brusque para a disputa do Campeonato Catarinense 2016. 

## Títulos
Nacional
- Campeonato Uruguaio: 2007

Criciúma
- Campeonato Catarinense: 2013

## Artilharias
Novo Hamburgo
- Artilheiro do Estado do Rio Grande do Sul: 2006

Paraná Clube
- Artilheiro do Campeonato Paranaense: 2014